# Ardenna
Ardenna, česky buřňák, je rod ptáků z čeledi buřňákovití (Procellariidae).

## Systematika
Buřňáci z rodu Ardenna byli původně zahrnuti v rodu Puffinus. Fylogenetické analýzy mitochondriální DNA publikované v roce 2004 však došly k závěru, že klad Puffinus byl polyfyletického původu, jelikož obsahoval 2 výrazně odlišné klady. Z rodu Puffinus tak bylo vyčleněno několik buřňáků, kterým byl přiřazen rodu Ardenna, který vytyčil již Ludwig Reichenbach v roce 1853 s buřňákem velkým (Ardenna gravis) coby typovým druhem. Rozdělení rodu Puffinus v jeho původní verzi potvrdila i studie z roku 2021.

### Seznam druhů
Do rodu Ardenna se zahrnují následující druhy:
| Fotografie | Vědecké jméno   | Běžné jméno       | Areál rozšíření                 |
| ---------- | --------------- | ----------------- | ------------------------------- |
|            | A. pacifica     | buřňák klínoocasý | severní a západní Austrálie     |
|            | A. bulleri      | buřňák šedohřbetý | Tichý oceán                     |
|            | A. grisea       | buřňák temný      | Tichý a Atlantský oceán         |
|            | A. tenuirostris | buřňák tenkozobý  | jižní Austrálie                 |
|            | A. creatopus    | buřňák růžovonohý | Tichý oceán                     |
|            | A. carneipes    | buřňák světlenohý | jihozápadní část Tichého oceánu |
|            | A. gravis       | buřňák velký      | Atlantský oceán                 |

### Fylogentický strom
Následující kladogram zobrazuje vztahy v rámci rodu Ardenna podle genetické studie z roku 2022:
|  | Ardenna bulleri (buřňák šedohřbetý)  |
|  |                                      |
|  | Ardenna pacifica (buřňák klínoocasý) |
|  |                                      |

|  | Ardenna gravis (buřňák velký)                                                                                  |
|  | |
|  | \| \| Ardenna carneipes buřňák světlenohý) \| \| \| \| \| \| Ardenna creatopus (buřňák růžovonohý) \| \| \| \| |
|  | |
|  | Ardenna carneipes buřňák světlenohý)                                                                           |
|  | |
|  | Ardenna creatopus (buřňák růžovonohý)                                                                          |
|  | |

|  | Ardenna carneipes buřňák světlenohý)  |
|  |                                       |
|  | Ardenna creatopus (buřňák růžovonohý) |
|  |                                       |

|  | Ardenna gravis (buřňák velký)                                                                                  |
|  | |
|  | \| \| Ardenna carneipes buřňák světlenohý) \| \| \| \| \| \| Ardenna creatopus (buřňák růžovonohý) \| \| \| \| |
|  | |
|  | Ardenna carneipes buřňák světlenohý)                                                                           |
|  | |
|  | Ardenna creatopus (buřňák růžovonohý)                                                                          |
|  | |

|  | Ardenna carneipes buřňák světlenohý)  |
|  |                                       |
|  | Ardenna creatopus (buřňák růžovonohý) |
|  |                                       |

|  | Ardenna gravis (buřňák velký)                                                                                  |
|  | |
|  | \| \| Ardenna carneipes buřňák světlenohý) \| \| \| \| \| \| Ardenna creatopus (buřňák růžovonohý) \| \| \| \| |
|  | |
|  | Ardenna carneipes buřňák světlenohý)                                                                           |
|  | |
|  | Ardenna creatopus (buřňák růžovonohý)                                                                          |
|  | |

|  | Ardenna carneipes buřňák světlenohý)  |
|  |                                       |
|  | Ardenna creatopus (buřňák růžovonohý) |
|  |                                       |

|  | Ardenna gravis (buřňák velký)                                                                                  |
|  | |
|  | \| \| Ardenna carneipes buřňák světlenohý) \| \| \| \| \| \| Ardenna creatopus (buřňák růžovonohý) \| \| \| \| |
|  | |
|  | Ardenna carneipes buřňák světlenohý)                                                                           |
|  | |
|  | Ardenna creatopus (buřňák růžovonohý)                                                                          |
|  | |

|  | Ardenna carneipes buřňák světlenohý)  |
|  |                                       |
|  | Ardenna creatopus (buřňák růžovonohý) |
|  |                                       |

|  | Ardenna bulleri (buřňák šedohřbetý)  |
|  |                                      |
|  | Ardenna pacifica (buřňák klínoocasý) |
|  |                                      |

|  | Ardenna gravis (buřňák velký)                                                                                  |
|  | |
|  | \| \| Ardenna carneipes buřňák světlenohý) \| \| \| \| \| \| Ardenna creatopus (buřňák růžovonohý) \| \| \| \| |
|  | |
|  | Ardenna carneipes buřňák světlenohý)                                                                           |
|  | |
|  | Ardenna creatopus (buřňák růžovonohý)                                                                          |
|  | |

|  | Ardenna carneipes buřňák světlenohý)  |
|  |                                       |
|  | Ardenna creatopus (buřňák růžovonohý) |
|  |                                       |

|  | Ardenna gravis (buřňák velký)                                                                                  |
|  | |
|  | \| \| Ardenna carneipes buřňák světlenohý) \| \| \| \| \| \| Ardenna creatopus (buřňák růžovonohý) \| \| \| \| |
|  | |
|  | Ardenna carneipes buřňák světlenohý)                                                                           |
|  | |
|  | Ardenna creatopus (buřňák růžovonohý)                                                                          |
|  | |

|  | Ardenna carneipes buřňák světlenohý)  |
|  |                                       |
|  | Ardenna creatopus (buřňák růžovonohý) |
|  |                                       |

|  | Ardenna gravis (buřňák velký)                                                                                  |
|  | |
|  | \| \| Ardenna carneipes buřňák světlenohý) \| \| \| \| \| \| Ardenna creatopus (buřňák růžovonohý) \| \| \| \| |
|  | |
|  | Ardenna carneipes buřňák světlenohý)                                                                           |
|  | |
|  | Ardenna creatopus (buřňák růžovonohý)                                                                          |
|  | |

|  | Ardenna carneipes buřňák světlenohý)  |
|  |                                       |
|  | Ardenna creatopus (buřňák růžovonohý) |
|  |                                       |

|  | Ardenna gravis (buřňák velký)                                                                                  |
|  | |
|  | \| \| Ardenna carneipes buřňák světlenohý) \| \| \| \| \| \| Ardenna creatopus (buřňák růžovonohý) \| \| \| \| |
|  | |
|  | Ardenna carneipes buřňák světlenohý)                                                                           |
|  | |
|  | Ardenna creatopus (buřňák růžovonohý)                                                                          |
|  | |

|  | Ardenna carneipes buřňák světlenohý)  |
|  |                                       |
|  | Ardenna creatopus (buřňák růžovonohý) |
|  |                                       |